# Nankang
Nankang är ett stadsdistrikt i Ganzhous stad på prefekturnivå i Jiangxi-provinsen i sydöstra Kina. Det ligger omkring 340 kilometer söder om provinshuvudstaden Nanchang.
Före 2013 var Nankang en stad på häradsnivå som lydde under Ganzhou.